# Bulbine flexuosa
Bulbine flexuosa är en grästrädsväxtart som beskrevs av Rudolf Schlechter. Bulbine flexuosa ingår i släktet bulbiner, och familjen grästrädsväxter. Inga underarter finns listade i Catalogue of Life.